# Tetragnatha fuerteventurensis
Tetragnatha fuerteventurensis là một loài nhện trong họ Tetragnathidae.
Loài này thuộc chi Tetragnatha. Tetragnatha fuerteventurensis được miêu tả năm 1992 bởi Wunderlich.